# Salvador Esquer
José Salvador Esquer Bisbal (* 8. Januar 1969 in Algemesí) ist ein ehemaliger spanischer Handballspieler.

## Karriere

### Verein
Salvador Esquer lernte das Handballspielen beim Verein Marista Algemesí in seiner Geburtsstadt, bei dem der 1,90 m große Kreisläufer ab 1986 in der ersten Männermannschaft debütierte. Im Sommer 1988 wechselte er zum Erstligisten CB Valencia, der ab 1989 als CB Alzira antrat. Mit Alzira konnte sich Esquer sofort in der Spitzengruppe des Liga ASOBAL etablieren. In der Saison 1991/92 gewann die Mannschaft die Copa del Rey, in der Spielzeit 1993/94 den EHF-Pokal. Nachdem der Hauptsponsor Avidesa sich 1994 zurückgezogen hatte, geriet der Verein in der folgenden Saison in finanzielle Schwierigkeiten, zahlreiche Stars wie Jaume Fort oder Andrei Xepkin gingen, Esquer blieb. Ab 1995 hieß der Klub wieder CB Valencia. In der Saison die 1995/96 wurde man Letzter, hielt aber noch die Klasse, da zwei andere Vereine auf Grund von ökonomischen Problemen zurückzogen. Dennoch spielte Esquer die nächste Saison bei SD Teucro, mit dem er nun doch wie auch Valencia in die zweite Liga abstieg. Daraufhin unterschrieb er für zwei Jahre bei CB Cantabria Santander. Mit Santander gewann er den Europapokal der Pokalsieger 1997/98 und unterlag im Europapokal der Pokalsieger 1998/99 im Finale Ademar León. 1999 wechselte er zu ebendiesem Vizemeister aus León, mit dem er das Viertelfinale in der EHF Champions League 1999/2000 erreichte. Nach nur einer Saison kehrte er zum wiederaufgestiegenen Klub aus Valencia zurück. Im Sommer 2004 beendete er seine Spielerlaufbahn bei Marista Algemesí, wo er bis heute als Sportlehrer und Handballtrainer arbeitet.

### Nationalmannschaft
Mit der spanischen Juniorennationalmannschaft gewann Esquer bei der U-21-Weltmeisterschaft 1989 in Spanien die Silbermedaille. Dabei wurde er nur in einem Spiel eingesetzt, in dem er einmal traf.
In der spanischen A-Nationalmannschaft debütierte Esquer beim 32:13 gegen Zypern am 13. Juni 1993 in Castellón de la Plana. Bei der Europameisterschaft 1994 warf er vier Tore in sechs Partien und belegte den 5. Platz. Im selben Jahr nahm er an den Goodwill Games teil. Bei der Europameisterschaft 1996 gewann er mit Spanien die Silbermedaille, er kam im Turnierverlauf auf neun Treffer in sieben Einsätzen. Im Anschluss wurde er Teil der spanischen Olympiaauswahl, die bei den Olympischen Spielen 1996 in Atlanta die Bronzemedaille errang. Der Kreisläufer traf 21 Mal in sieben Spielen. Seine einzige Weltmeisterschaft, bei der er 19 Tore in acht Partien warf und den 7. Platz erreichte, spielte er 1997.
Insgesamt bestritt er 81 Länderspiele, in denen er 167 Tore erzielte.